# Ендрю Фастоу
Ендрю Стюарт «Енді» Фастоу (англ. Andrew Stuart «Andy» Fastow, нар. 22 грудня 1961, Вашингтон) — засуджений злочинець і колишній фінансовий директор Enron, був звільнений незадовго до того, як компанія оголосила про банкрутство.
Фастоу був однією з ключових фігур у складній мережі позабалансових компаній спеціального призначення, які контролювалися Enron, їх використовували для приховування величезних збитків у звітності компанії. Комісія з цінних паперів і бірж США розпочала розслідування його дій та поведінки компанії у 2001 році. Фастоу засудили до шести років позбавлення волі та зрештою відбув п'ять років ув'язнення. Його дружина Леа Вейнгартен працювала в Enron на посаді помічника скарбника; вона визнала себе винною у змові та подачі шахрайських податкових декларацій, її також засудили до ув'язнення.

## Ранні роки та освіта
Фастоу народився у Вашингтоні, округ Колумбія. Він виріс у Нью-Провіденс, штат Нью-Джерсі, у сім'ї євреїв середнього достатку. Його батьки Карл і Джоан Фастоу працювали у сфері роздрібної торгівлі. Фастоу закінчив середню школу Нью-Провіденс, де брав участь у студентському самоврядуванні, грав у тенісній команді й у шкільному оркестрі. Він був єдиним представником студентів в Управлінні освіти штату Нью-Джерсі.
Фастоу закінчив Університет Тафтса у 1983 році зі ступенем бакалавра економіки та китайської мови. Там він познайомився зі своєю майбутньою дружиною, Леєю Вейнгартен, з якою він одружився у 1984 році. Фастоу та Вейнгартен здобули ступінь МВА у Північно-західному університеті та працювали у банку Continental Illinois у Чикаго.

## Початок кар'єри
Працюючи у Continental, Фастоу займався цінними паперами, забезпечені активами. Вони дозволяли не визнавати початкових активів на балансі банку, одночасно генеруючи дохід. У 1984 році Continental став найбільшим банком в американській історії, який зазнав краху, до банкрутства Washington Mutual у 2008 році.
Через свою роботу у Continental, Фастоу був найнятий у 1990 році Джеффрі Скіллінгом в Enron Finance Corp. Фастоу став фінансовим директором Enron у 1998 році.

## Зліт в Enron
Скасування регулювання на енергетичних ринках США наприкінці 1990-х надала Enron нові можливості, включно з купівлею енергії у дешевих виробників і продаж її на ринках з плаваючими цінами. Скіллінг, разом із засновником Enron Кеннетом Леєм, постійно цікавився різними способами, за допомогою яких він міг би підтримувати зростання вартості акцій компанії, попри справжній фінансовий стан компанії.
Фастоу спроєктував складну мережу компаній, які вели справи виключно з Enron, з подвійною метою збирати гроші для компанії, а також приховувати її величезні збитки у своїх звітах. Це фактично дозволяло говорити, що Enron не має боргів, водночас як насправді компанія заборгувала понад 22 мільярди доларів. Фастоу мав особисту частку у цих компаніях або безпосередньо, або через партнерів. Фастоу чинив тиск на деякі з найбільших інвестиційних банків США, як-от Merrill Lynch, Citibank та інші, щоб вони проінвестували у його компанії, погрожуючи позбавити їх майбутнього бізнесу з Enron, якщо вони цього не зроблять.

## Падіння
У серпні 2001 року Скіллінг, якого призначили генеральним директором компанії у лютому того ж року, раптово пішов у відставку, посилаючись на особисті обставини. Коли репортери «Волл-стріт джорнал» виявили, що «представник вищого керівництва» Enron нещодавно продав свою частку в кількох компаніях, які вели справи з Enron, вони спочатку подумали, що цією людиною був Скіллінг. Проте представник Enron Марк Палмер повідомив, що ним насправді був Фастоу.
Після того, як один із колишніх керівників Enron передав «Джорнал» копію документів однієї з компаній Фастоу — LJM — названої на честь дружини та двох синів Фастоу, репортери засипали Enron питаннями про ці компанії. Після терактів 11 вересня критика притихла, але за два тижні знову посилилася з питаннями, скільки Фастоу заробив на LJM. Кульмінацією цього став вихід серії статей, у яких докладно викладалися «неприємні моменти конфлікту інтересів», а також величезні доходи, які Фастоу отримав від цих компаній.
23 жовтня під час телефонної конференції з двома директорами, делегованими радою директорів, Фастоу повідомив, що він заробив загалом 45 мільйонів доларів від своєї роботи з LJM: сума була неймовірною, оскільки він стверджував, що витрачав на цю роботу не більше трьох годин на тиждень. 24 жовтня кілька банків заявили Enron, що не видаватимуть кредити компанії, поки Фастоу залишається фінансовим директором. Сукупний тягар цих викриттів спонукав раду директорів прийняти рекомендацію Лея про звільнення Фастоу з посади фінансового директора 24 жовтня, замінивши його Джеффом Макмагоном, головою промислових ринків і колишнім скарбником. Фастоу офіційно відправили у відпустку, хоча згодом рада директорів дійшла висновку, що мають достатні підстави звільнити його.
Пізніше з'ясувалося, що Фастоу був настільки зосереджений на SPV, що нехтував азами управління корпоративними фінансами. Фастоу не запровадив процедури відстеження рівня коштів чи термінів погашення боргу підприємства. У результаті Макмагон і спеціальна група, сформована після звільнення Фастоу, виявили, що Enron майже не мав ліквідності.
Підхід Фастоу до приховування збитків був настільки ефективним, що за рік до фактичного оголошення банкрутства Enron акції досягли рекордно високого рівня у 90 доларів. Як з'ясувалося, компанія вже була така близька до фінансового краху, що була майже змушена шукати злиття з конкурентом Dynegy. На той час фінансова картина Enron погіршувалась настільки швидко, що перспектива злиття Dynegy була єдиною, що підтримувала компанію на плаву. Dynegy розірвала угоду про злиття 28 листопада через проблеми з ліквідністю, виявлені після звільнення Фастоу, а через три дні Enron оголосила про банкрутство. На той час акції Enron впали до 40 центів, але ще до цього багатьом співробітникам було сказано інвестувати свої пенсійні заощадження в акції Enron.

## Розслідування
31 жовтня 2002 року федеральне велике журі у Х'юстоні, штат Техас, звинуватило Фастоу за 78 пунктами, включно з шахрайством, відмиванням грошей і змовою. 14 січня 2004 року він визнав себе винним за двома пунктами звинувачення у шахрайстві з переказом коштів і шахрайстві з цінними паперами та погодився відбути десятирічний термін за ґратами. Він також погодився стати інформатором і співпрацювати з федеральною владою в судовому переслідуванні інших колишніх керівників Enron, щоб досягти пом'якшення вироку.
Прокурори були настільки вражені його активністю, що зрештою скоротили термін для Фастоу. 26 вересня 2006 року його засудили до конфіскації активів на суму 23,8 мільйона доларів, шести років ув'язнення та двох наступних років умовно. Покарання відбував у федеральному виправному закладі біля Поллока, штат Луїзіана. 18 травня 2011 року Фастоу було переведено до спеціального притулку для підготовки до зворотної інтеграції у суспільство.
6 травня 2004 року його дружина Леа Фастоу, колишній помічник скарбника Enron, визнала себе винною у порушенні податкового законодавства і була засуджена до одного року ув'язнення у федеральній тюрмі у Х'юстоні та додатковому році під наглядом. 8 липня 2005 року її перевели до спеціального притулку для інтеграції у суспільство.
Невдовзі після звільнення 16 грудня 2011 року він почав працювати клерком з аналізу документів в юридичній фірмі у Х'юстоні.